# Вожатий (журнал)
«Вожатий» — суспільно-політичний та педагогічно-методичний журнал ЦК ВЛКСМ та Центральної ради Всесоюзної піонерської організації імені В. І. Леніна. Видавався з червня 1924.

## Історія
Перший номер журналу вийшов 1924 року, як інформаційно-методичне видання на допомогу керівникам дитячої комуністичної (піонерської) організації. Видання здійснювалося керівними комсомольськими органами Москви та СРСР. Першим редактором журналу був заступник голови Центрального бюро «Юних піонерів» В. А. Зорін. «Вожатий» розповідав про досвід роботи найкращих дружин, загонів, ланок та піонервожатих з комуністичного виховання дітей, висвітлював діяльність рад піонерської організації. 
На допомогу піонервожатим журнал систематично поміщав методичні вказівки щодо організації роботи дружин, загонів та ланок, друкував практичні матеріали з політичного виховання, краєзнавчої роботи, трудового та фізичного виховання піонерів, розвитку дитячої творчості та самодіяльності, огляди виходу літератури для дітей, вожатих та піонерів.
У 1974 році журнал було нагороджено орденом Трудового Червоного Прапора. Церемонія нагородження відбувалася у Концертному залі Московського міського палацу піонерів та школярів.
У 1991 році журнал видавала Центральна рада Союзу піонерських організацій — Федерації дитячих організацій (ЦС СПО-ФДО), наступник Всесоюзної піонерської організації ім. В. І. Леніна і назва була змінена на «Ступені. Вожатий» («Ступени. Вожатый»).

### Головні редактори журналу
- Зорін В. А.
- Теремякіна Є. М.
- Максіна О. І.
- Лавров Д.
- Рейхруд М.
- Емдін Г.
- Курочкін Н.
- Рівін Л.
- Волкова О. П.
- Романов М.М.
- Мороз А. З.